# Västerviks flygplats
Västerviks Flygplats (ESSW) är en flygplats cirka sju kilometer nordväst om Västervik, vid Mommehål. Den ägs av Västerviks kommun.
Flygplatsen har en 1199 meter lång asfaltsbana. Största delen av trafiken är privat allmänflyg men det förekommer även kommersiellt flyg som taxi- ambulans- brandbevakning och affärsflyg. 
På flygplatsen finns försäljning av flygbränsle via kortautomat JET A1 och 100LL.
Banan byggdes år 2017 ut från 800 till 1199 meters längd och har banbelysning med inflygningsljus som kan tändas från flygplan (PCL).

## Historisk trafik
Mellan åren 1971 till 1986 förekom reguljär linjetrafik mellan Västerviks flygplats (VVK) och Stockholm (först till Bromma, från 1983 till Arlanda). Flygbolaget Syd-Aero flög linjen Stockholm-Västervik-Oskarshamn med två avgångar i vardera riktning varje vardag och en avgång på söndagar. Totala antalet passagerare på linjen mellan Stockholm och Västervik var 3 476 passagerarere år 1980 och 3 744 passagerare år 1985.  
Efter 1986 har det inte förekommit någon reguljär flygtrafik till Västervik. 
Västerviks flygplats har granskats av SVTs Uppdrag Granskning vid två tillfällen, 2018 och 2022.